# Кузьминич, Сергей Казимирович
Сергей Казимирович Кузьминич (род. 29 января 1977, Сенно, Витебская область) — белорусский футболист, защитник; тренер.

## Биография
Родился 20 января 1977 года в Сенно Витебской области. Окончил среднюю школу №1 г. Сенно.
Начинал играть на взрослом уровне в витебских клубах «Строитель» и «Локомотив». В составе «Локомотива» в сезоне 1994/95 сыграл один матч в высшей лиге Белоруссии, однако по итогам сезона команда понизилась в классе.
В 1997 году стал основным игроком клуба высшей лиги «Торпедо-Кадино» (Могилёв), провёл в команде два сезона. В 1999 году перешёл в витебский «Локомотив-96» (клуб формально не имел отношения к ранее существовавшему «Локомотиву»), провёл в команде три года. В 2002 году перешёл в «Дариду», с которой в том же сезоне стал победителем первой лиги, а в следующем сезоне выступал в высшей лиге. Сезон 2004 года провёл в составе «Нафтана», а в 2005 году с витебским «Локомотивом» стал серебряным призёром первой лиги. Затем несколько лет играл в витебском клубе, пару раз отлучаясь в «Торпедо» (Жодино). В конце карьеры провёл один сезон в «Гомеле», с которым победил в первой лиге.
Всего в высшей лиге Белоруссии сыграл 245 матчей и забил 20 голов.
Тренерскую карьеру начал в «Гомеле» ассистентом главного тренера. В 2013—2014 годах ассистировал Олегу Кубареву в молдавском «Зимбру». Затем работал главным тренером дублирующих составов в «Белшине» и брестском «Динамо».
В мае 2019 года назначен главным тренером клуба первой лиги «НФК Крумкачи».
В начале 2021 года вошёл в тренерский штаб «Минска». В январе 2023 года перешёл на должность тренера футбольного клуба «Днепр-Могилёв»

## Достижения
- Победитель первой лиги Белоруссии: 2002, 2010
- Серебряный призёр первой лиги Белоруссии: 2005